# Kostel svatého Mikuláše (Podlesí)
Kostel svatého Mikuláše je zaniklý chrám, který se nacházel u hřbitova nad Podleským potokem ve vesnici Podlesí (místní části Budišova nad Budišovkou) v okrese Opava v Moravskoslezském kraji v pohoří Nízký Jeseník.
Na tomto místě stál farní kostel svatého Mikuláše, který se začal stavět v roce 1785 a byl postaven v roce 1786. Kostel byl poničen na konci druhé světové války (dne 5. května 1945 byl zasažen dělostřeleckým granátem). Po odsunu většinového německého obyvatelstva se kostel neopravoval a v dubnu 1965 byl zbourán. Na místě je odkrytá část podlahy kostela, jsou umístěny lavičky a náhrobky původních německých osadníků. Dominantou místa je železný Kříž smíření umístěný na podstavci z kamenného bloku a vysvěcený v roce 2020.
Do první světové války měl kostel pět zvonů a nejstarší z nich byl z roku 1508. Ke kostelu patřila také nedaleká tzv. Polzerova kaple.

## Další informace
Místo se nachází u cesty z Podlesí do Budišova nad Budišovkou a je veřejnosti přístupné. V blízkosti se nachází také památkově chráněný Smírčí kříž a Ragulův kopec a kopce Výměna a Šlapákův les.